# Christuskirche (Sterkrade)

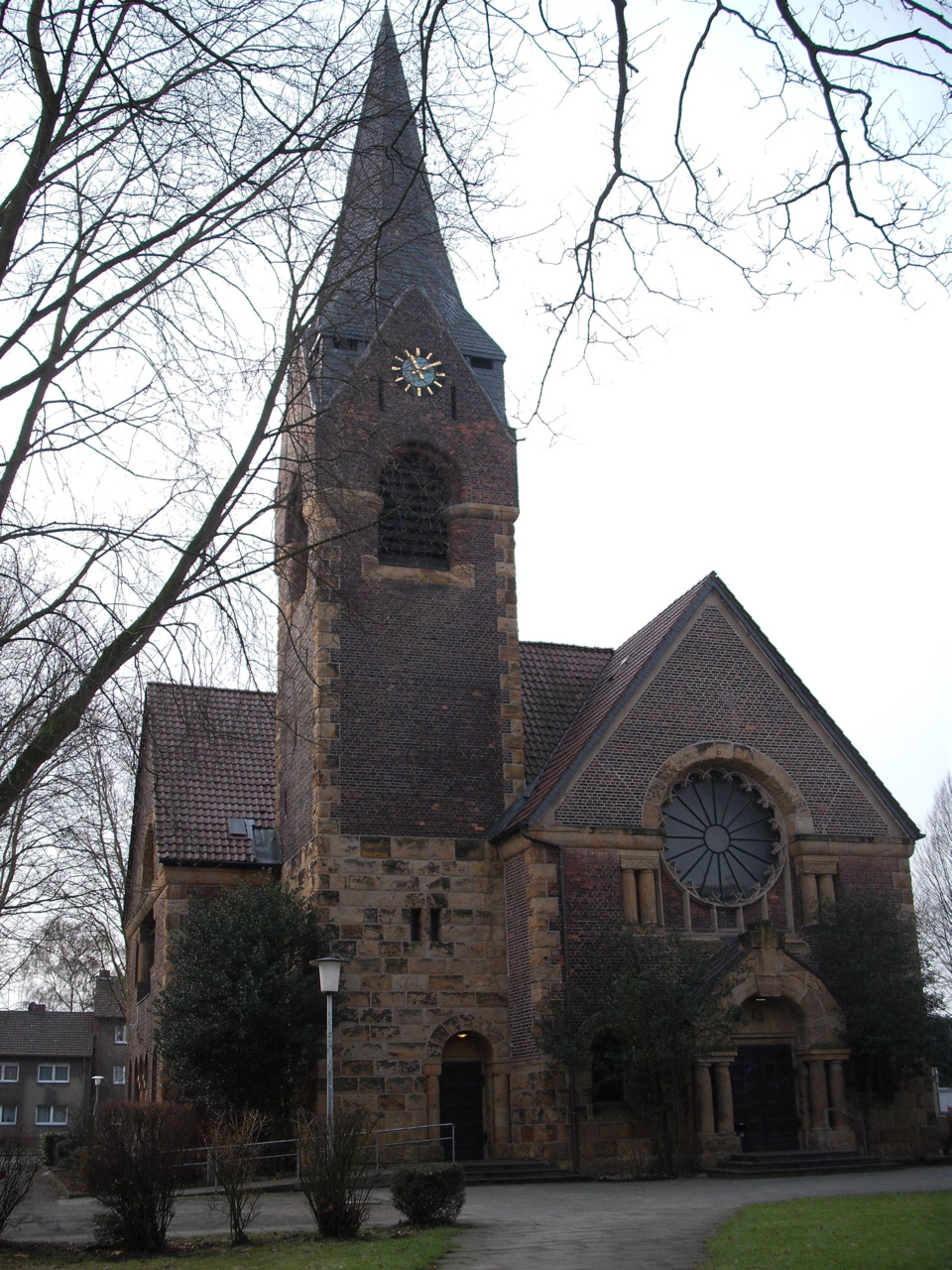
Vorderansicht der Christuskirche

Die Christuskirche im Oberhausener Stadtteil Alsfeld im Stadtbezirk Sterkrade ist die zweite Gottesdienststätte der dortigen evangelischen Kirchengemeinde.

## Geschichte
Die im Jahr 1852 eingeweihte Friedenskirche reichte nach etwa einem halben Jahrhundert für die ständig wachsende Sterkrader Gemeinde nicht mehr aus. Zu Beginn des 20. Jahrhunderts kam es besonders durch die Zeche Sterkrade und den Bau der Siedlung Dunkelschlag zum Zuzug neuer Gemeindeglieder im Alsfeld im Norden Sterkrades, so dass für diesen Bereich die Errichtung einer zweiten Pfarrstelle und der Bau einer weiteren Kirche angestrebt wurde. Im Mai 1901 wurde in einer ersten Eingabe um die „Anstellung eines Hilfspredigers“ und die „vorläufige Erbauung eines Betsaales“ nachgesucht. Im August 1903 sicherte die Gutehoffnungshütte (GHH) einen jährlichen Zuschuss von 800 Mark für die Besoldung des Hilfspredigers zu, so dass ab 1904 ein zusätzlicher Geistlicher für die Randbezirke der Gemeinde eingesetzt werden konnte. Eine weitere Spende der GHH in Höhe von 20.000 Mark eröffnete im Jahr 1911 den Weg zum Bau der zweiten Kirche. Es konnte preisgünstig ein Grundstück erworben werden, das zwischen der Bahnstrecke Oberhausen–Arnhem im Westen und der Weseler Straße im Osten gelegen war. Die Grundsteinlegung erfolgte am 22. Juni 1913, die feierliche Einweihung am 17. Mai 1914, dem Sonntag Rogate.
Im Zweiten Weltkrieg mehrfach beschädigt, konnte die Christuskirche vorübergehend nicht genutzt werden. Sie wurde am 3. Advent 1949 offiziell wieder in Betrieb genommen. Die Seitenempore war im Zuge der Reparaturarbeiten vom Gottesdienstraum abgetrennt worden und wurde zunächst als Gemeindesaal, später als Raum für Konfirmandenunterricht, Kinder- und Jugendarbeit genutzt.

## Architektur
Das nach Plänen von Johannes Menz aus Barmen errichtete Kirchgebäude verbindet romanische Stilelemente mit schlichter Formgebung. Dabei hebt sich die Eingangsfront mit Stufenportal und Fensterrosette von dem in einfacher Backsteinarchitektur gehaltenen sonstigen Baukörper ab.

## Ausstattung
Die Ausmalung des Innenraums konnte erst 1928 vollendet werden; das großflächige Bild eines von Engeln angebeteten auferstandenen Christus an der Apsiswand ist allerdings heute nicht mehr sichtbar, da die Kirche seither mehrfach renoviert wurde. Weitere Renovierungen der Kirche führten 1959 zum Abbau der bisherigen Hochkanzel und 1970 zum Einbau einer neuen Orgel mit 20 Registern. Das Rundfenster auf der Westseite wurde vom Oberhausener Künstler Heinrich Kasan gestaltet. In die Rosette wurden Eisenteile in stilisierter Kreuzform eingeschweißt.
Neben der Kirche befinden sich derzeit folgende Gebäude auf dem Gemeindegrundstück: das 1952 errichtete Pfarrhaus sowie Gemeindehaus, Kindergarten und Küsterwohnung mit Nebenräumen, die in den 1960er Jahren sukzessive in Flachbauweise errichtet wurden.
Der Bezirk Christuskirche ist seit Beginn des Jahres 2010 der dritte Pfarrbezirk der durch Fusion neu gebildeten Kirchengemeinde Holten-Sterkrade. Die Christuskirche ist als „offene Kirche“ seit einigen Jahren auch außerhalb der Gottesdienstzeiten zugänglich. Bei der Aktion „Pilgern im Pott“ im Rahmen von Ruhr 2010 ist sie eine Station auf der Nordroute von Dinslaken-Hiesfeld nach Dortmund.
Nach dem Umbau des Altarraums wurde die Christuskirche in einem Festgottesdienst zum 100-jährigen Jubiläum am 17. Mai 2014 wieder eröffnet.